# Henry Joy McCracken
Henry Joy McCracken (Belfast, 31 agosto 1767 – Belfast, 17 luglio 1798) Fu anche produttore di cotone, presbiteriano e un membro fondatore, con Theobald Wolfe Tone, James Napper Tandy, e Robert Emmet, della Society of United Irishmen.
Nacque e crebbe a Belfast, fratello di una riformista sociale, Mary Ann McCracken. Henry si interessò sin da giovane alla politica radicale ed entrò nella Society of United Irishmen nel 1795 che presto lo rese un bersaglio delle autorità. Viaggiava regolarmente attraverso il paese usando il suo lavoro come copertura per organizzarsi con agli altri membri della Society of United Irishmen, ma fu arrestato nell'ottobre del 1796 e detenuto nella prigione di Kilmainham a Dublino. Mentre era in carcere con gli altri leader della Society of United Irishmen, McCracken si ammalò gravemente e fu rilasciato su cauzione nel dicembre del 1797.
A seguito dello scoppio della ribellione a Leinster nel maggio 1798, l'organizzazione di Antrim si incontro il 3 giugno per decidere sul da farsi. L'incontro si concluse senza risultati con l'intenzione di aspettare l'aiuto dei francesi. Un nuovo incontro si tenne a Templepatrick il 5 giugno, qui McCracken fu eletto generale per Antrim e dopo breve cominciò le operazioni di pianificazione militare.
McCraken formulò un piano per tutte le piccole città di Antrim per essere occupate dai ribelli per poi convergere sulla città di Antrim il 7 giugno dove i magistrati della contea dovevano tenere una riunione di crisi. Anche se il piano ebbe inizialmente successo e McCracken condusse i ribelli nella battaglia di Antrim, furono sconfitti e l'esercito si sciolse. Anche se McCracken all'inizio scappò, un incontro fortuito con degli uomini che lo riconobbero per la sua attività di cotone, portò al suo arresto. Anche se gli fu offerta clemenza in cambio della sua testimonianza contro gli altri ribelli, McCracken rifiutò di tradire i suoi compatrioti. Subì la corte marziale e fu impiccato al Corn Market, Belfast il 17 luglio, sulla terra che suo nonno aveva donato alla città nel 1798. McCracken è sepolto nel cimitero di Clifton Street a Belfast, vicino alla sorella Mary Ann, anch'ella attivista politica e riformista.